# ماري لو تورنر
ماري لو تورنر (بالإنجليزية: Mary Lou Turner)‏ هي كاتبة غنائية ومغنية أمريكية، ولدت في 13 يونيو 1947 في هازارد في الولايات المتحدة.

## وصلات خارجية
- ماري لو تورنر على موقع ميوزك برينز (الإنجليزية)
- ماري لو تورنر على موقع ديسكوغز (الإنجليزية)